# Amerikanische Formel-3-Meisterschaft 2019
Die amerikanische Formel-3-Meisterschaft 2019 (offiziell F3 Americas Championship powered by Honda 2019) war die zweite Saison der amerikanischen Formel-3-Meisterschaft als FIA-zertifizierte Formel-Regional-Rennserie. Es gab 16 Rennen in den Vereinigten Staaten. Die Saison begann am 6. April in Birmingham und endete am 15. September in Sebring.

## Teams und Fahrer
Alle Teams und Fahrer verwendeten das Ligier-Chassis JS F3, einen aufgeladenen HPD 2,0-Liter K20C1-Motor von Honda und Reifen von Hankook.
| Bild                         | Team                         | Auto #        | Fahrer                  | Rennwochenende | Quelle |
| ---------------------------- | ---------------------------- | ------------- | ----------------------- | -------------- | ------ |
| Velocity Racing Developments | Velocity Racing Developments | 05            | Parker Locke            | Alle           | [ 2 ]  |
| Velocity Racing Developments | Velocity Racing Developments | 11            | Antonio Serravalle      | 5              | [ 3 ]  |
| Velocity Racing Developments | Velocity Racing Developments | 14            | Mathias Soler-Obel      | Alle           | [ 2 ]  |
| Velocity Racing Developments | Velocity Racing Developments | 25            | Dominic Cicero          | 1–4            | [ 2 ]  |
| Global Racing Group          | Global Racing Group          | 09            | Baltazar Leguizamón     | 1–3            | [ 2 ]  |
| Global Racing Group          | Global Racing Group          | 19            | Blake Upton             | 2–6            | [ 4 ]  |
| Global Racing Group          | Global Racing Group          | 24            | Benjamin Pedersen       | 1, 4–6         | [ 2 ]  |
| Global Racing Group          | Global Racing Group          | 72            | Dakota Dickerson        | Alle           | [ 2 ]  |
| Global Racing Group          | Global Racing Group          | 95            | James Roe Jr.           | Alle           | [ 2 ]  |
|                              | Momentum Motorsports         | 16            | Kent Vaccaro            | Alle           | [ 2 ]  |
| 34                           | Momentum Motorsports         | Megan Gilkes  | 3–4                     | [ 5 ]          |        |
| 49                           | Momentum Motorsports         | Quinlan Lall  | 4                       | [ 5 ]          |        |
| 67                           | Momentum Motorsports         | Shea Holbrook | 1–2, 4                  | [ 2 ]          |        |
| 67                           | Momentum Motorsports         | Quinlan Lall  | 3                       | [ 6 ]          |        |
|                              | Kiwi Motorsport              | 34            | Austin Kaszuba          | 1–2            | [ 2 ]  |
|                              | DEForce Racing               | 34            | James Raven             | 6              | [ 7 ]  |
|                              | Abel Motorsports             | 49            | Danny van Dongen        | 6              | [ 7 ]  |
| 51                           | Abel Motorsports             | Jacob Abel    | 1–3, 6                  | [ 2 ]          |        |
| Southern Motorsports         | Southern Motorsports         | 61            | John Paul Southern, Jr. | Alle           | [ 2 ]  |
|                              | Jensen Global Advisors       | 99            | Logan Cusson            | Alle           | [ 2 ]  |

## Rennkalender
Der Kalender wurde am 7. Dezember 2018 erstmals veröffentlicht. Am 21. Februar 2019 wurde noch eine Runde in Elkhart Lake hinzugefügt.
Es gab sechs Veranstaltungen auf sechs Strecken zu je zwei oder drei Rennen. Im Vergleich zum Vorjahr flogen Austin, Avondale, Lexington sowie Millville aus dem Kalender, neu aufgenommen wurden Alton, Birmingham, Elkhart Lake sowie Sebring.
| Nr. | Datum         | Rennstrecke                                                  | Sieger             | Zweiter             | Dritter                 | Pole-Position      | Schnellste Rennrunde |
| --- | ------------- | ------------------------------------------------------------ | ------------------ | ------------------- | ----------------------- | ------------------ | -------------------- |
| 01. | 06. April     | Barber Motorsports Park (Birmingham, Alabama)                | Benjamin Pedersen  | Dakota Dickerson    | Jacob Abel              | Benjamin Pedersen  | Dakota Dickerson     |
| 02. | 07. April     | Barber Motorsports Park (Birmingham, Alabama)                | Dakota Dickerson   | Benjamin Pedersen   | Kent Vaccaro            |                    | Logan Cusson         |
| 03. | 19. April     | Road Atlanta (Braselton, Georgia)                            | Jacob Abel         | Baltazar Leguizamón | Dakota Dickerson        | Dakota Dickerson   | Dakota Dickerson     |
| 04. | 20. April     | Road Atlanta (Braselton, Georgia)                            | Jacob Abel         | Parker Locke        | Shea Holbrook           |                    | Kent Vaccaro         |
| 05. | 20. April     | Road Atlanta (Braselton, Georgia)                            | Dakota Dickerson   | Baltazar Leguizamón | Jacob Abel              |                    | Dakota Dickerson     |
| 06. | 22. Juni      | Pittsburgh International Race Complex (Wampum, Pennsylvania) | Dakota Dickerson   | Baltazar Leguizamón | Jacob Abel              | Dakota Dickerson   | Dakota Dickerson     |
| 07. | 23. Juni      | Pittsburgh International Race Complex (Wampum, Pennsylvania) | Dakota Dickerson   | Baltazar Leguizamón | Jacob Abel              |                    | Dakota Dickerson     |
| 08. | 23. Juni      | Pittsburgh International Race Complex (Wampum, Pennsylvania) | Dakota Dickerson   | Baltazar Leguizamón | Quinlan Lall            |                    | Dakota Dickerson     |
| 09. | 27. Juli      | Virginia International Raceway (Alton, Virginia)             | Benjamin Pedersen  | Mathias Soler-Obel  | Dakota Dickerson        | Benjamin Pedersen  | Mathias Soler-Obel   |
| 10. | 28. Juli      | Virginia International Raceway (Alton, Virginia)             | Benjamin Pedersen  | Mathias Soler-Obel  | Quinlan Lall            |                    | Mathias Soler-Obel   |
| 11. | 28. Juli      | Virginia International Raceway (Alton, Virginia)             | Mathias Soler-Obel | Benjamin Pedersen   | Quinlan Lall            |                    | Dakota Dickerson     |
| 12. | 23. August    | Road America (Elkhart Lake, Wisconsin)                       | James Roe Jr.      | Mathias Soler-Obel  | John Paul Southern, Jr. | Mathias Soler-Obel | Benjamin Pedersen    |
| 13. | 24. August    | Road America (Elkhart Lake, Wisconsin)                       | Benjamin Pedersen  | Dakota Dickerson    | Mathias Soler-Obel      |                    | Benjamin Pedersen    |
| 14. | 14. September | Sebring International Raceway (Sebring, Florida)             | Benjamin Pedersen  | Jacob Abel          | Mathias Soler-Obel      | Benjamin Pedersen  | Jacob Abel           |
| 15. | 14. September | Sebring International Raceway (Sebring, Florida)             | Benjamin Pedersen  | Dakota Dickerson    | John Paul Southern, Jr. |                    | Jacob Abel           |
| 16. | 15. September | Sebring International Raceway (Sebring, Florida)             | Benjamin Pedersen  | Dakota Dickerson    | Jacob Abel              |                    | Jacob Abel           |

## Wertungen

### Punktesystem
Bei jedem Rennen bekamen die ersten zehn des Rennens 25, 18, 15, 12, 10, 8, 6, 4, 2 bzw. 1 Punkt(e). Es gab keine Punkte für die Pole-Position und die schnellste Rennrunde.
| Punkteverteilung | Punkteverteilung | Punkteverteilung | Punkteverteilung | Punkteverteilung | Punkteverteilung | Punkteverteilung | Punkteverteilung | Punkteverteilung | Punkteverteilung | Punkteverteilung | Punkteverteilung | Punkteverteilung |
| ---------------- | ---------------- | ---------------- | ---------------- | ---------------- | ---------------- | ---------------- | ---------------- | ---------------- | ---------------- | ---------------- | ---------------- | ---------------- |
| Platz            | 1                | 2                | 3                | 4                | 5                | 6                | 7                | 8                | 9                | 10               | PP               | SR               |
| Punkte           | 25               | 18               | 15               | 12               | 10               | 8                | 6                | 4                | 2                | 1                | –                | –                |

### Fahrerwertung
| Pos. | Fahrer           | BMP | BMP | RAT | RAT | RAT | PIT | PIT | PIT | VIR | VIR | VIR | RAM | RAM | SEB | SEB | SEB | Punkte |
| Pos. | Fahrer           | R1  | R2  | R1  | R2  | R3  | R1  | R2  | R3  | R1  | R2  | R3  | R1  | R2  | R1  | R2  | R3  | Punkte |
| ---- | ---------------- | --- | --- | --- | --- | --- | --- | --- | --- | --- | --- | --- | --- | --- | --- | --- | --- | ------ |
| 01   | D. Dickerson     | 2   | 1   | 3   | 6   | 1   | 1   | 1   | 1   | 3   | 4   | 4   | DNF | 2   | 5   | 2   | 2   | 269    |
| 02   | B. Pedersen      | 1   | 2   |     |     |     |     |     |     | 1   | 1   | 2   | 5   | 1   | 1   | 1   | 1   | 221    |
| 03   | M. Soler-Obel    | DNF | 5   | DNF | DNF | 13* | 6   | 6   | 4   | 2   | 2   | 1   | 2   | 3   | 3   | 4   | 9*  | 161    |
| 04   | J. Abel          | 3   | 4   | 1   | 1   | 3   | 3   | 3   | 11  |     |     |     |     |     | 2   | DNF | 3   | 155    |
| 05   | J. Roe Jr.       | 4   | 7   | 4   | DNF | 6   | 5   | 7   | 6   | 8   | 5   | 5   | 1   | 6   | 6   | 5   | 5   | 147    |
| 06   | J. Southern, Jr. | 8   | DNF | DNF | 4   | 4   | 4   | 5   | 5   | DNF | 6   | DNF | 3   | 4   | 4   | 3   | 4   | 134    |
| 07   | B. Leguizamón    | 5   | DNF | 2   | DNF | 2   | 2   | 2   | 2   |     |     |     |     |     |     |     |     | 100    |
| 08   | B. Upton         |     |     | 9   | 5   | 7   | 8   | 10  | 8   | 6   | 8   | 7   | 4   | 5   | 8   | 6   | 7   | 85     |
| 09   | Q. Lall          |     |     |     |     |     | 11  | 4   | 3   | 4   | 3   | 3   |     |     |     |     |     | 69     |
| 10   | P. Locke         | 10  | 9   | 7   | 2   | 8   | 7   | 8   | 7   | 9   | DNF | NC  | DNF | DNF | DNF | 8   | 6   | 61     |
| 11   | K. Vaccaro       | 9   | 3   | 11  | 8   | 11  | DNF | 9   | 9   | 10* | 9   | 6   | DNF | DNS | 7   | DNF | DNS | 42     |
| 12   | L. Cusson        | 6   | 11  | 10  | 7   | 9   | 10  | 12  | 12  | 7   | 7   | NC  | DNF | DNS | DNF | 7   | 8   | 40     |
| 13   | S. Holbrook      | DNF | 6   | 8   | 3   | 10  |     |     |     | DNF | DNS | DNS |     |     |     |     |     | 28     |
| 14   | D. Cicero        | 7   | 10  | 5   | DNF | 12  | 12  | 11  | 10  | 5   | DNF | DNF |     |     |     |     |     | 28     |
| 15   | A. Kaszuba       | DNF | 8   | 6   | DSQ | 5   |     |     |     |     |     |     |     |     |     |     |     | 22     |
| 16   | A. Serravalle    |     |     |     |     |     |     |     |     |     |     |     | 6   | NC  |     |     |     | 8      |
| 17   | M. Gilkes        |     |     |     |     |     | 9   | 13  | 13  | DNF | DNS | DNS |     |     |     |     |     | 2      |
| —    | J. Raven         |     |     |     |     |     |     |     |     |     |     |     |     |     | DNF | DNF | DNS | 0      |
| —    | D. van Dongen    |     |     |     |     |     |     |     |     |     |     |     |     |     | DNF | DNS | DNS | 0      |
| Pos. | Fahrer           | R1  | R2  | R1  | R2  | R3  | R1  | R2  | R3  | R1  | R2  | R3  | R1  | R2  | R1  | R2  | R3  | Punkte |
| Pos. | Fahrer           | BMP | BMP | RAT | RAT | RAT | PIT | PIT | PIT | VIR | VIR | VIR | RAM | RAM | SEB | SEB | SEB | Punkte |

| Legende       | Legende                        | Legende                                                              |
| Farbe         | Abkürzung                      | Bedeutung                                                            |
| ------------- | ------------------------------ | -------------------------------------------------------------------- |
| Gold          | –                              | Sieg                                                                 |
| Silber        | –                              | 2. Platz                                                             |
| Bronze        | –                              | 3. Platz                                                             |
| Grün          | –                              | 4. bis 10. Platz                                                     |
| Hellblau      | –                              | 10. Platz aufwärts (punktberechtigt)                                 |
| Blau          | –                              | Klassifiziert außerhalb der Punkteränge                              |
| Dunkelblau    | –                              | Klassifiziert innerhalb der Punkteränge aber keine Punktberechtigung |
| Violett       | DNF                            | Rennen nicht beendet (did not finish)                                |
| Violett       | NC                             | nicht klassifiziert (not classified)                                 |
| Rot           | DNQ                            | nicht qualifiziert (did not qualify)                                 |
| Rot           | DNPQ                           | in Vorqualifikation gescheitert (did not pre-qualify)                |
| Schwarz       | DSQ                            | disqualifiziert (disqualified)                                       |
| Weiß          | DNS                            | nicht am Start (did not start)                                       |
| Weiß          | WD                             | zurückgezogen (withdrawn)                                            |
| ohne          | PO                             | nur am Training teilgenommen (practiced only)                        |
| ohne          | DNP                            | nicht am Training teilgenommen (did not practice)                    |
| ohne          | INJ                            | verletzt oder krank (injured)                                        |
| ohne          | EX                             | ausgeschlossen (excluded)                                            |
| ohne          | DNA                            | nicht erschienen (did not arrive)                                    |
| ohne          | C                              | Rennen abgesagt (cancelled)                                          |
| ohne          | keine Teilnahme                |                                                                      |
| sonstige      | P/fett                         | Pole-Position                                                        |
| sonstige      | SR/kursiv                      | Schnellste Rennrunde                                                 |
| sonstige      | Q                              | Extrapunkte für Pole-Position                                        |
| sonstige      | X                              | Extrapunkte für gewonnene Positionen                                 |
| sonstige      | *                              | nicht im Ziel, aufgrund der zurückgelegten Distanz aber gewertet     |
| sonstige      | ()                             | Streichresultate                                                     |
| unterstrichen | Führender in der Gesamtwertung |                                                                      |

### Teamwertung
| Pos. | Team                        | Auto # | BMP | BMP | RAT | RAT | RAT | PIT | PIT | PIT | VIR | VIR | VIR | RAM | RAM | SEB | SEB | SEB | Punkte |
| Pos. | Team                        | Auto # | R1  | R2  | R1  | R2  | R3  | R1  | R2  | R3  | R1  | R2  | R3  | R1  | R2  | R1  | R2  | R3  | Punkte |
| ---- | --------------------------- | ------ | --- | --- | --- | --- | --- | --- | --- | --- | --- | --- | --- | --- | --- | --- | --- | --- | ------ |
| 01   | Global Racing Group         | 72     | 2   | 1   | 3   | 6   | 1   | 1   | 1   | 1   | 3   | 4   | 4   | DNF | 2   | 5   | 2   | 2   | 617    |
| 01   | Global Racing Group         | 24     | 1   | 2   |     |     |     |     |     |     | 1   | 1   | 2   | 5   | 1   | 1   | 1   | 1   | 617    |
| 01   | Global Racing Group         | 95     | 4   | 7   | 4   | DNF | 6   | 5   | 7   | 6   | 8   | 5   | 5   | 1   | 6   | 6   | 5   | 5   | 617    |
| 01   | Global Racing Group         | 09     | 5   | DNF | 2   | DNF | 2   | 2   | 2   | 2   |     |     |     |     |     |     |     |     | 617    |
| 01   | Global Racing Group         | 19     |     |     | 9   | 5   | 7   | 8   | 10  | 8   | 6   | 8   | 7   | 4   | 5   | 8   | 6   | 7   | 617    |
| 02   | Velocity Racing Development | 14     | DNF | 5   | DNF | DNF | 13* | 6   | 6   | 4   | 2   | 2   | 1   | 2   | 3   | 3   | 4   | 9*  | 254    |
| 02   | Velocity Racing Development | 05     | 10  | 9   | 7   | 2   | 8   | 7   | 8   | 7   | 9   | DNF | NC  | DNF | DNF | DNF | 8   | 6   | 254    |
| 02   | Velocity Racing Development | 25/11  | 7   | 10  | 5   | DNF | 12  | 12  | 11  | 10  | 5   | DNF | DNF | 6   | NC  |     |     |     | 254    |
| 03   | Abel Motorsports            | 51     | 3   | 4   | 1   | 1   | 3   | 3   | 3   | 11  |     |     |     |     |     | 2   | DNF | 3   | 155    |
| 03   | Abel Motorsports            | 49     |     |     |     |     |     |     |     |     |     |     |     |     |     | DNF | DNS | DNS | 155    |
| 04   | Momentum Motorsports        | 67     | DNF | 6   | 8   | 3   | 10  | 11  | 4   | 3   | DNF | DNS | DNS |     |     |     |     |     | 141    |
| 04   | Momentum Motorsports        | 16     | 9   | 3   | 11  | 8   | 11  | DNF | 9   | 9   | 10* | 9   | 6   | DNF | DNS | 7   | DNF | DNS | 141    |
| 04   | Momentum Motorsports        | 49     |     |     |     |     |     |     |     |     | 4   | 3   | 3   |     |     |     |     |     | 141    |
| 04   | Momentum Motorsports        | 34     |     |     |     |     |     | 9   | 13  | 13  | DNF | DNS | DNS |     |     |     |     |     | 141    |
| 05   | Southern Motorsports        | 61     | 8   | DNF | DNF | 4   | 4   | 4   | 5   | 5   | DNF | 6   | DNF | 3   | 4   | 4   | 3   | 4   | 134    |
| 06   | Jensen Global Advisors      | 99     | 6   | 11  | 10  | 7   | 9   | 10  | 12  | 12  | 7   | 7   | NC  | DNF | DNS | DNF | 7   | 8   | 40     |
| 07   | Kiwi Motorsport             | 34     | DNF | 8   | 6   | DSQ | 5   |     |     |     |     |     |     |     |     |     |     |     | 22     |
| —    | DEForce Racing              | 34     |     |     |     |     |     |     |     |     |     |     |     |     |     | DNF | DNF | DNS | 0      |
| Pos. | Team                        | Auto # | R1  | R2  | R1  | R2  | R3  | R1  | R2  | R3  | R1  | R2  | R3  | R1  | R2  | R1  | R2  | R3  | Punkte |
| Pos. | Team                        | Auto # | BMP | BMP | RAT | RAT | RAT | PIT | PIT | PIT | VIR | VIR | VIR | RAM | RAM | SEB | SEB | SEB | Punkte |

| Legende       | Legende                        | Legende                                                              |
| Farbe         | Abkürzung                      | Bedeutung                                                            |
| ------------- | ------------------------------ | -------------------------------------------------------------------- |
| Gold          | –                              | Sieg                                                                 |
| Silber        | –                              | 2. Platz                                                             |
| Bronze        | –                              | 3. Platz                                                             |
| Grün          | –                              | 4. bis 10. Platz                                                     |
| Hellblau      | –                              | 10. Platz aufwärts (punktberechtigt)                                 |
| Blau          | –                              | Klassifiziert außerhalb der Punkteränge                              |
| Dunkelblau    | –                              | Klassifiziert innerhalb der Punkteränge aber keine Punktberechtigung |
| Violett       | DNF                            | Rennen nicht beendet (did not finish)                                |
| Violett       | NC                             | nicht klassifiziert (not classified)                                 |
| Rot           | DNQ                            | nicht qualifiziert (did not qualify)                                 |
| Rot           | DNPQ                           | in Vorqualifikation gescheitert (did not pre-qualify)                |
| Schwarz       | DSQ                            | disqualifiziert (disqualified)                                       |
| Weiß          | DNS                            | nicht am Start (did not start)                                       |
| Weiß          | WD                             | zurückgezogen (withdrawn)                                            |
| ohne          | PO                             | nur am Training teilgenommen (practiced only)                        |
| ohne          | DNP                            | nicht am Training teilgenommen (did not practice)                    |
| ohne          | INJ                            | verletzt oder krank (injured)                                        |
| ohne          | EX                             | ausgeschlossen (excluded)                                            |
| ohne          | DNA                            | nicht erschienen (did not arrive)                                    |
| ohne          | C                              | Rennen abgesagt (cancelled)                                          |
| ohne          | keine Teilnahme                |                                                                      |
| sonstige      | P/fett                         | Pole-Position                                                        |
| sonstige      | SR/kursiv                      | Schnellste Rennrunde                                                 |
| sonstige      | Q                              | Extrapunkte für Pole-Position                                        |
| sonstige      | X                              | Extrapunkte für gewonnene Positionen                                 |
| sonstige      | *                              | nicht im Ziel, aufgrund der zurückgelegten Distanz aber gewertet     |
| sonstige      | ()                             | Streichresultate                                                     |
| unterstrichen | Führender in der Gesamtwertung |                                                                      |